# آيت بلوشن (آيت امحند اوموسى آيت داوود)
آيت بلوشن هو دُوَّار يقع بجماعة عين تزيتونت، إقليم شيشاوة، جهة مراكش آسفي في المملكة المغربية. ينتمي الدوّار لمشيخة آيت امحند اوموسى آيت داوود التي تضم 31 دوار. يقدر عدد سكانه بـ 181 نسمة حسب الإحصاء الرسمي للسكان والسكنى لسنة 2004.

## وصلات خارجية
- البوابة الوطنية للجماعات الترابية
- المندوبية السامية للتخطيط